# Comuna Lîpeatîn, Hmilnîk
Lîpeatîn (în ucraineană Лип`ятин) este o comună în raionul Hmilnîk, regiunea Vinnița, Ucraina, formată din satele Cesnivka, Lîpeatîn (reședința) și Morozivka.

## Demografie
Componența lingvistică a satului Lîpeatîn
     Ucraineană (99,79%)
     Alte limbi (0,21%)
Conform recensământului din 2001, majoritatea populației satului Lîpeatîn era vorbitoare de ucraineană (99,79%), existând în minoritate și vorbitori de alte limbi.